# Trapa flerovii
Trapa flerovii là một loài thực vật có hoa trong họ Lythraceae. Loài này được Dobrocz. miêu tả khoa học đầu tiên.